# Коньково (Нижньогородська область)
Коньково (рос. Коньково) — присілок в Городецькому районі Нижньогородської області Російської Федерації.
Населення становить 23 особи. Входить до складу муніципального утворення Бриляковська сільрада.

## Історія
Від 2009 року входить до складу муніципального утворення Бриляковська сільрада.

## Населення
| 2002 | 2010 |
| ---- | ---- |
| 25   | ↘23  |